# Allium zebdanense
Espèce
Classification APG III (2009)
Allium zebdanense est une espèce d'oignon sauvage du Moyen-Orient présente en Israël, Palestine, Syrie, Liban, Turquie, Caucase et Jordanie. C'est une plante vivace bulbeuse avec une ombelle de fleurs de couleur crème,,. Il fleurit en avril, en produisant de fines hampes de 40 à 60 cm de haut environ surmontées de petites ombelles d'une douzaine de fleurs à l'allure très naturelle. Les bulbes, les feuilles et les fleurs sont comestibles.

Il a pour synonyme : Allium chionanthum Boiss.